# Toronto-Dominion Bank
O Toronto-Dominion Bank (em francês:  Banque Toronto-Dominion) é uma empresa multinacional canadense de serviços bancários e financeiros com sede em Toronto, Ontário. Comumente conhecido como TD e operando como TD Bank Group (em francês:  Groupe Banque TD), o banco foi criado em 1 de fevereiro de 1955, por meio da fusão do Bank of Toronto e do The Dominion Bank, fundados em 1855 e 1869, respectivamente.
Em 2017, de acordo com a Standard & Poor's, o TD Bank Group foi o maior banco do Canadá em ativos totais, o segundo maior em capitalização de mercado, um dos 10 principais bancos da América do Norte e o 26º maior banco do mundo. Em 2019, foi designado um banco globalmente sistemicamente importante pelo Conselho de Estabilidade Financeira.
O banco e suas subsidiárias têm mais de 85.000 funcionários e mais de 22 milhões de clientes em todo o mundo. No Canadá, o banco opera como TD Canada Trust e atende a mais de 11 milhões de clientes em mais de 1.150 agências. Nos Estados Unidos, a empresa opera como TD Bank (as iniciais são usadas oficialmente para todas as operações nos EUA). A subsidiária dos EUA foi criada através da fusão do TD Banknorth e Commerce Bank e atende a mais de 6,5 milhões de clientes com uma rede de mais de 1.300 agências no leste dos Estados Unidos.

## História

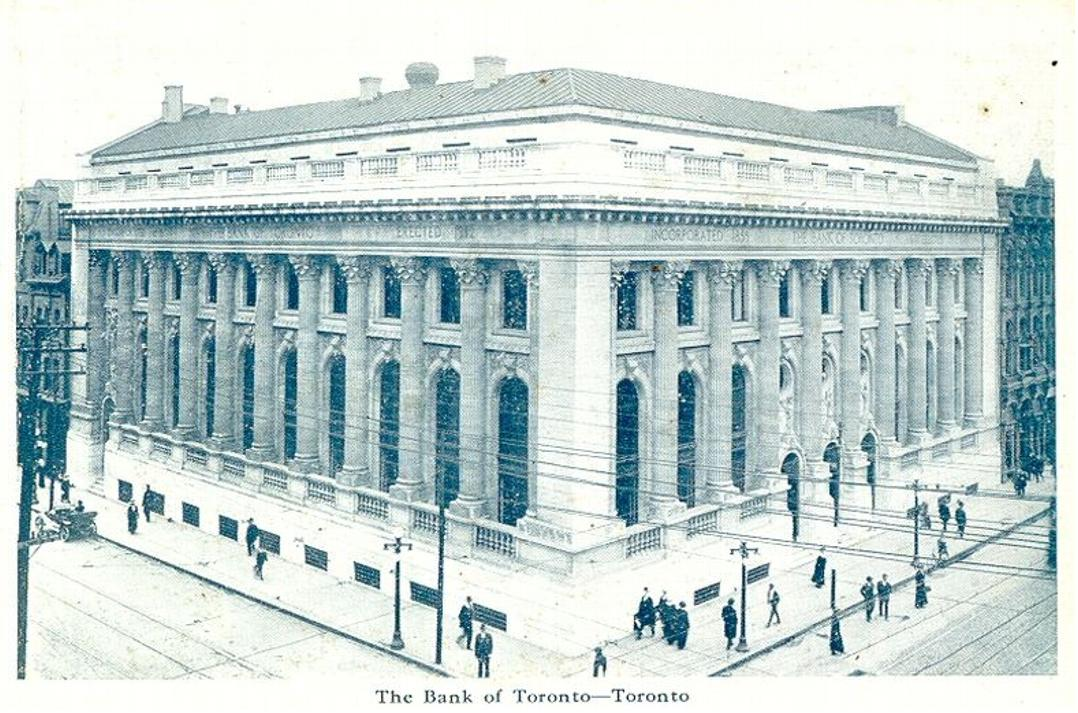
O Bank of Toronto em 1915.

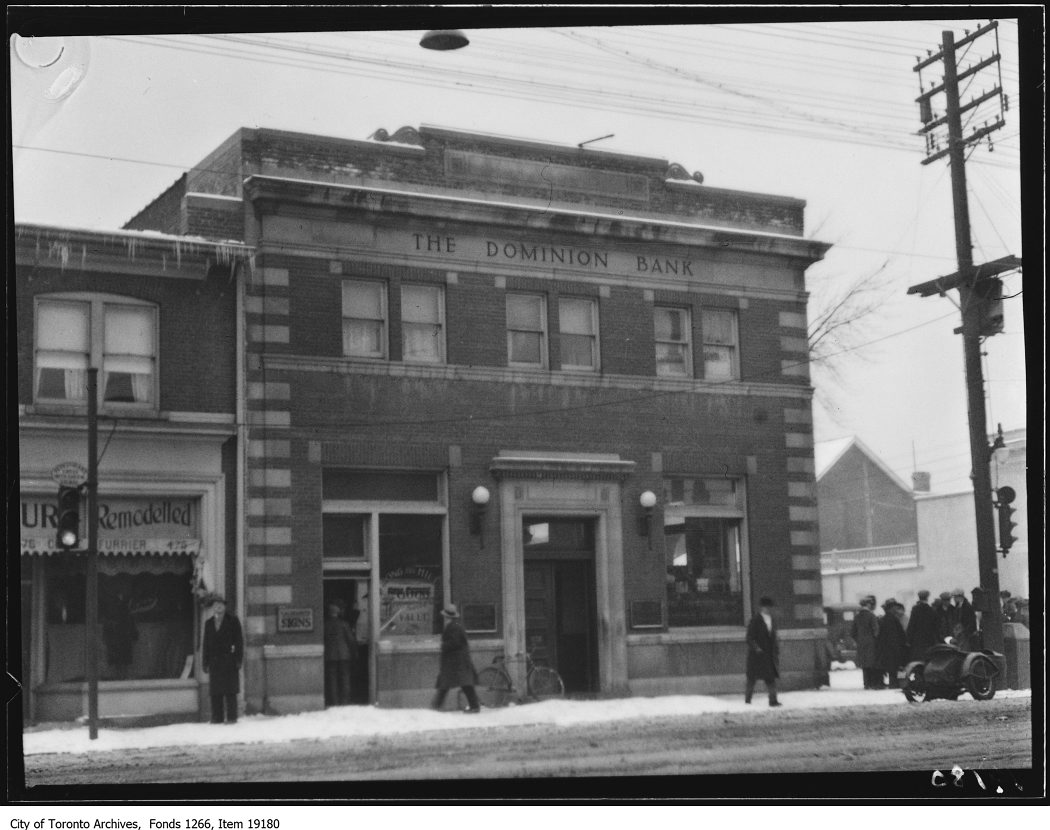
The Dominion Bank em 1930.

Os antecessores do Toronto-Dominion Bank, do Bank of Toronto e do The Dominion Bank foram estabelecidos em meados do século XIX, o primeiro em 1855 e o segundo em 1869. Em 1954, foi alcançado um acordo entre o Bank of Toronto e The Dominion Bank para fundir as duas instituições financeiras. A fusão foi posteriormente aceita pelo Ministro das Finanças do Canadá em 1 de novembro de 1954 e foi oficializada em 1 de fevereiro de 1955. A nova instituição adotou o nome Toronto-Dominion Bank.

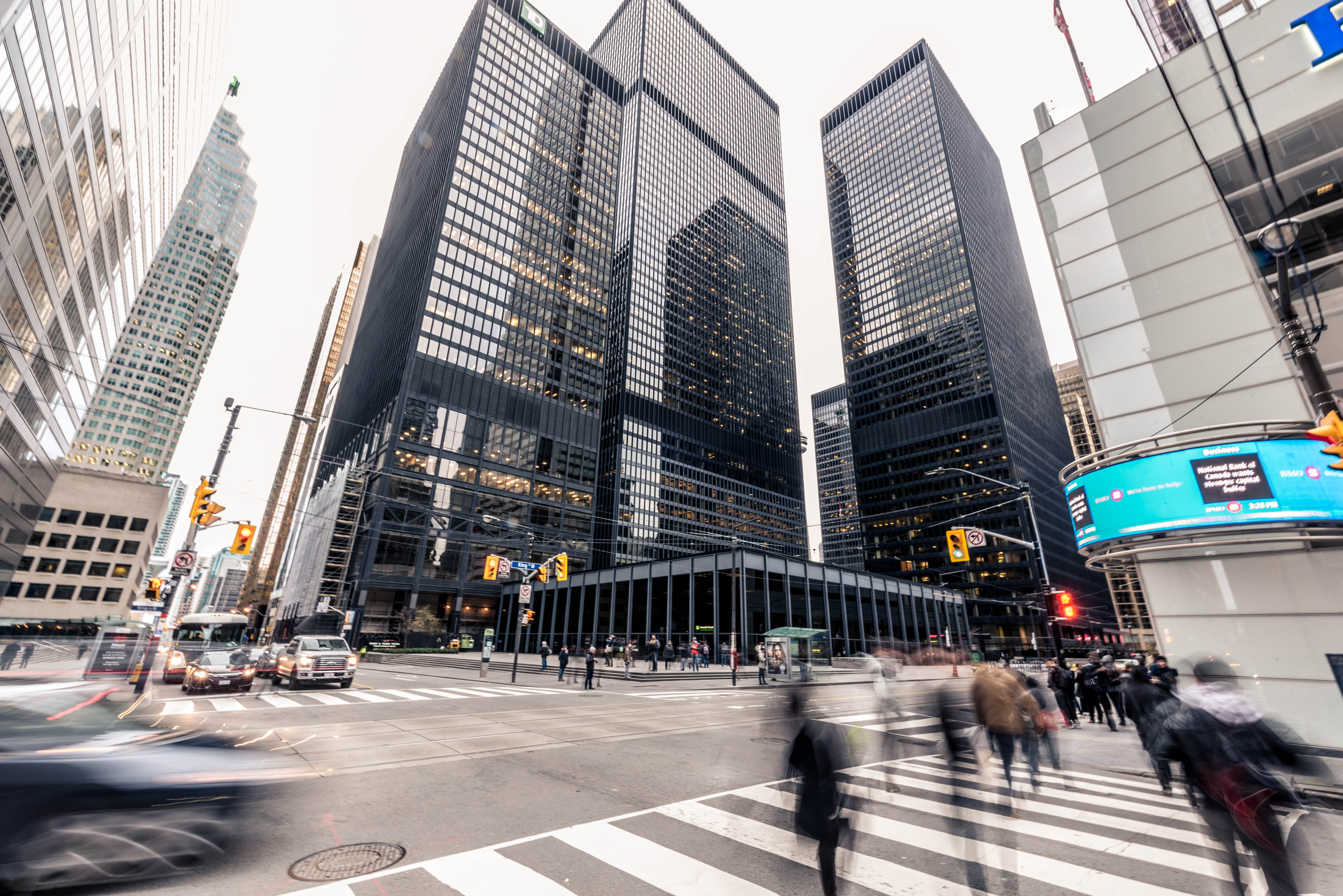
O Toronto-Dominion Centre em Toronto atua como sede do TD Bank desde 1967.

Em 1967, o TD Bank abriu sua nova sede, o Toronto-Dominion Centre, no centro de Toronto. No ano seguinte, o banco firmou uma parceria com a Chargex (mais tarde conhecida como Visa Inc.) O logotipo do escudo do TD Bank não foi divulgado ao público no final da década, em 1969.
Em 1987, a Toronto Dominion Securities Inc. foi estabelecida pelo banco. O TD Bank registrou crescimento nos anos 90, com a aquisição de vários ativos financeiros, incluindo as agências comerciais do Standard Chartered Bank of Canada. Em 1992, o banco adquiriu os ativos e agências da Central Guartanty Trust, bem como a Waterhouse Investor Services em 1996.
Em 1992, o TD Bank e a G4S Cash Solutions, subsidiária da empresa britânica de serviços de segurança G4S plc, iniciaram um projeto piloto em Toronto que se tornou uma parceria nacional em 1997. A G4S Cash Solutions garantiu o contrato para transportar dinheiro e fornecer manutenção de primeira linha para os caixas automáticos do banco (ATMs) do banco - unidades de distribuição de dinheiro e de retirada de depósitos. Em 2010, a parceria expandiu-se onde a G4S Cash Solutions operava 2.577 caixas eletrônicos, 1.093 depósitos noturnos em agências, 95 caixas automáticas balanceadas semanalmente e oito caixas automáticas para caixas e 100 serviços de calçada e promoveu uma discussão sobre a introdução de notas de polímero em 2011 com as principais instituições financeiras canadenses.
O TD Bank formou uma parceria com o Bank of Montreal (BMO) e o Royal Bank of Canada (RBC) em 1996 para criar a Symcor, uma entidade privada que oferece serviços de transações como serviços de processamento de itens, processamento de extratos e gerenciamento de caixa para os principais bancos e varejo. e empresas de telecomunicações no Canadá. Em 2011, a Symcor produz cerca de 675 milhões de extratos e mais de dois bilhões de páginas de extratos de clientes e processa três bilhões de verificações anualmente.

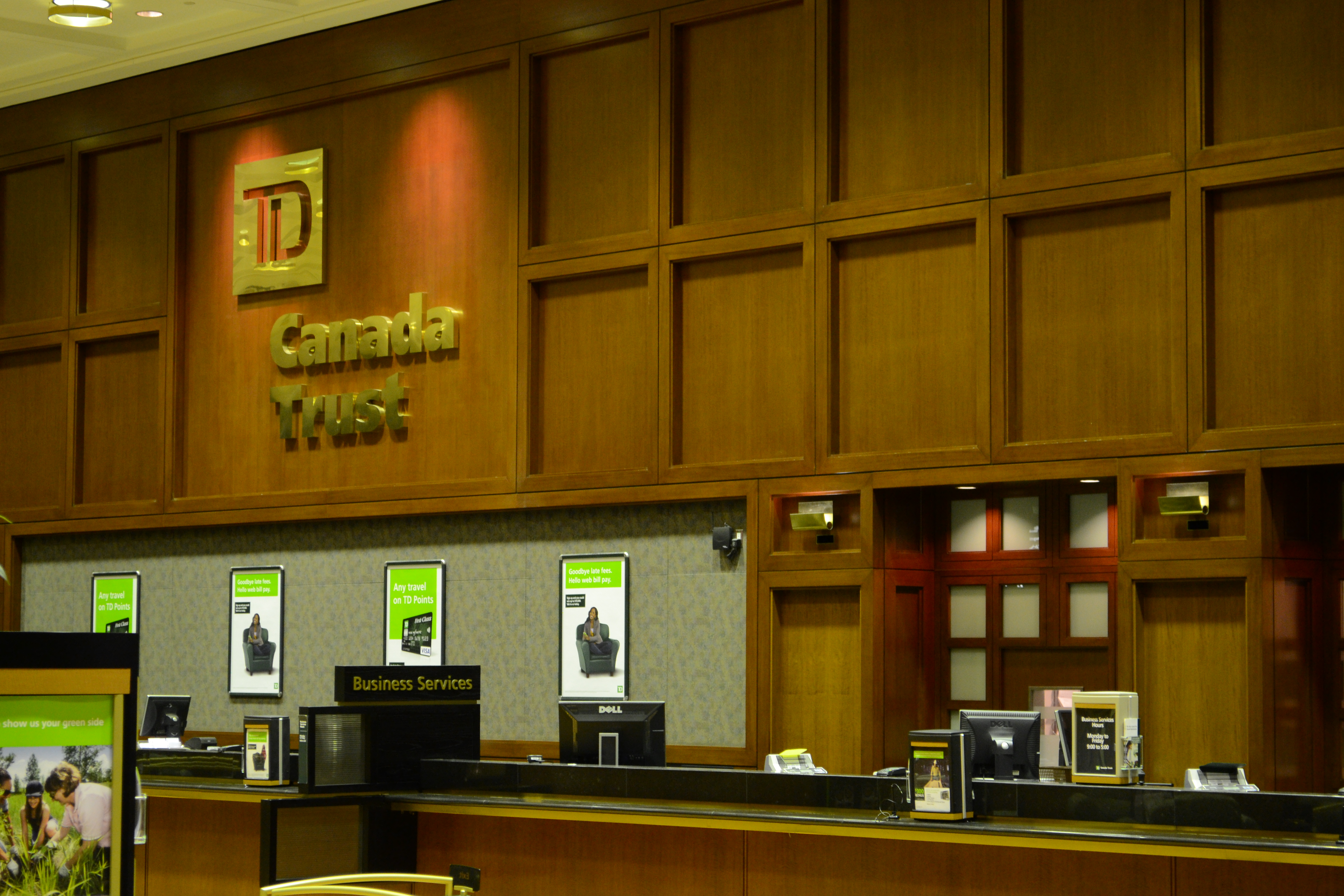
Uma filial da TD Canada Trust. A Canada Trust foi adquirida em 2000 e atualmente atende às operações bancárias comerciais canadenses da TD.

Em 1998, o TD Bank e o Canadian Imperial Bank of Commerce concordaram em uma fusão. No entanto, o Governo do Canadá, por recomendação do então Ministro das Finanças Paul Martin, bloqueou a fusão, bem como outra proposta de fusão entre o Banco de Montreal e o Royal Bank of Canada - acreditando que não era do melhor interesse dos canadenses. Em 2000, a Toronto-Dominion Securities comprou a Newcrest Capital por US$ 224 milhões (75% em ações e 25% em dinheiro). No mesmo ano, o TD Bank também adquiriu o Canada Trust, renomeando a maioria de suas operações bancárias comerciais no Canadá como TD Canada Trust.

### Século 21
Em 2002, o TD Bank adquiriu a Stafford Trading e a Letco Trading. No ano seguinte, o TD Bank adquiriu as agências de varejo do Laurentian Bank a oeste de Quebec.

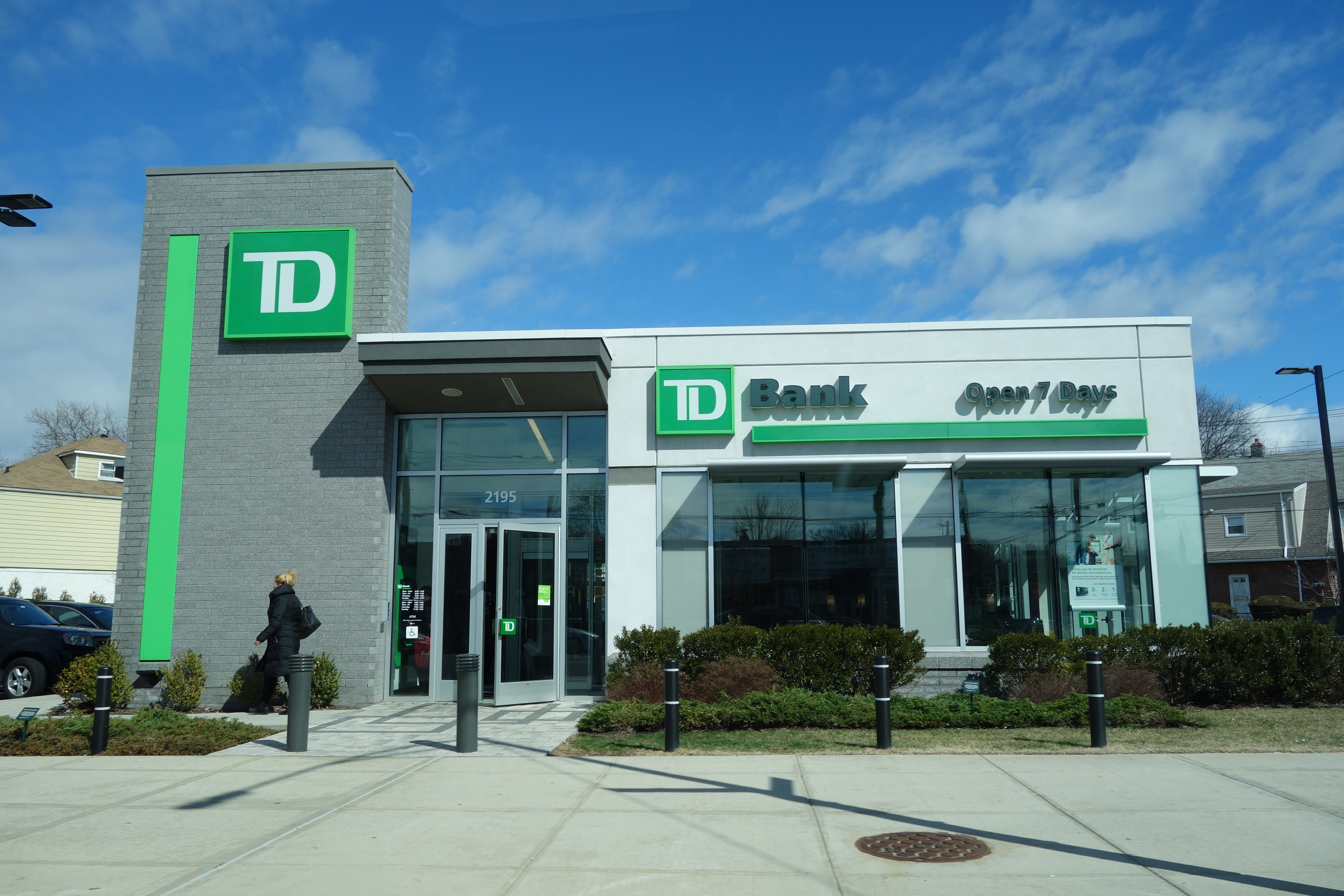
Uma agência do TD Bank, N.A em Nova Iorque. O TD Bank se expandiu para os Estados Unidos no início do século XXI.

Em 2004, o TD Bank entrou no mercado de banco de varejo americano, anunciando um acordo para adquirir a participação majoritária do Banknorth, um banco da Nova Inglaterra, por um total de US$ 3,8 bilhões. Banknorth mais tarde foi renomeado como TD Banknorth após a venda ser finalizada em março de 2005. Em abril de 2007, o TD Bank adquiriu todas as ações remanescentes da TD Banknorth, transformando a TD Banknorth em uma subsidiária integral do TD Bank, e resultando em não mais ser negociada na Bolsa de Valores de Nova York. No mesmo ano, o TD Bank adquiriu o Commerce Bancorp, um banco com sede em Cherry Hill, Nova Jersey. O Commerce Bancorp foi posteriormente fundido com o TD Banknorth para formar o TD Bank, N.A. em 2008.
Em 2010, o banco adquiriu o Banco Nacional Riverside de Fort Pierce, na Flórida; e o South Financial Group Inc. No ano seguinte, o TD Bank adquiriu a Chrysler Financial, que mais tarde foi renomeada como TD Auto Finance. Em 1 de dezembro de 2011, o TD Bank adquiriu a empresa canadense de cartões de crédito da MBNA. Em outubro de 2014, a Affiliated Computer Services, uma subsidiária da Xerox, adquiriu as operações da Symcor nos EUA do TD Bank.
Depois que a Moody's Investor Service rebaixou o valor de crédito do Royal Bank do Canadá para Aa1 em 13 de dezembro de 2010, o TD Bank permaneceu o único dos cinco grandes bancos do Canadá com uma classificação de crédito Aaa superior naquele ponto da Grande Recessão (na época, o CIBC era Aa2, Scotiabank era Aa1 e Bank of Montreal era Aa2). Ele também é classificado como número 1 na lista dos Top 1000 de 2012.
Nos últimos 5 anos, a TD passou por uma pequena reestruturação, que incluiu cortes de empregos e outras medidas de corte de custos, sob a liderança de Bharat Masrani, que manteve o preço das ações em uma tendência ascendente estável.

## Patrocínios

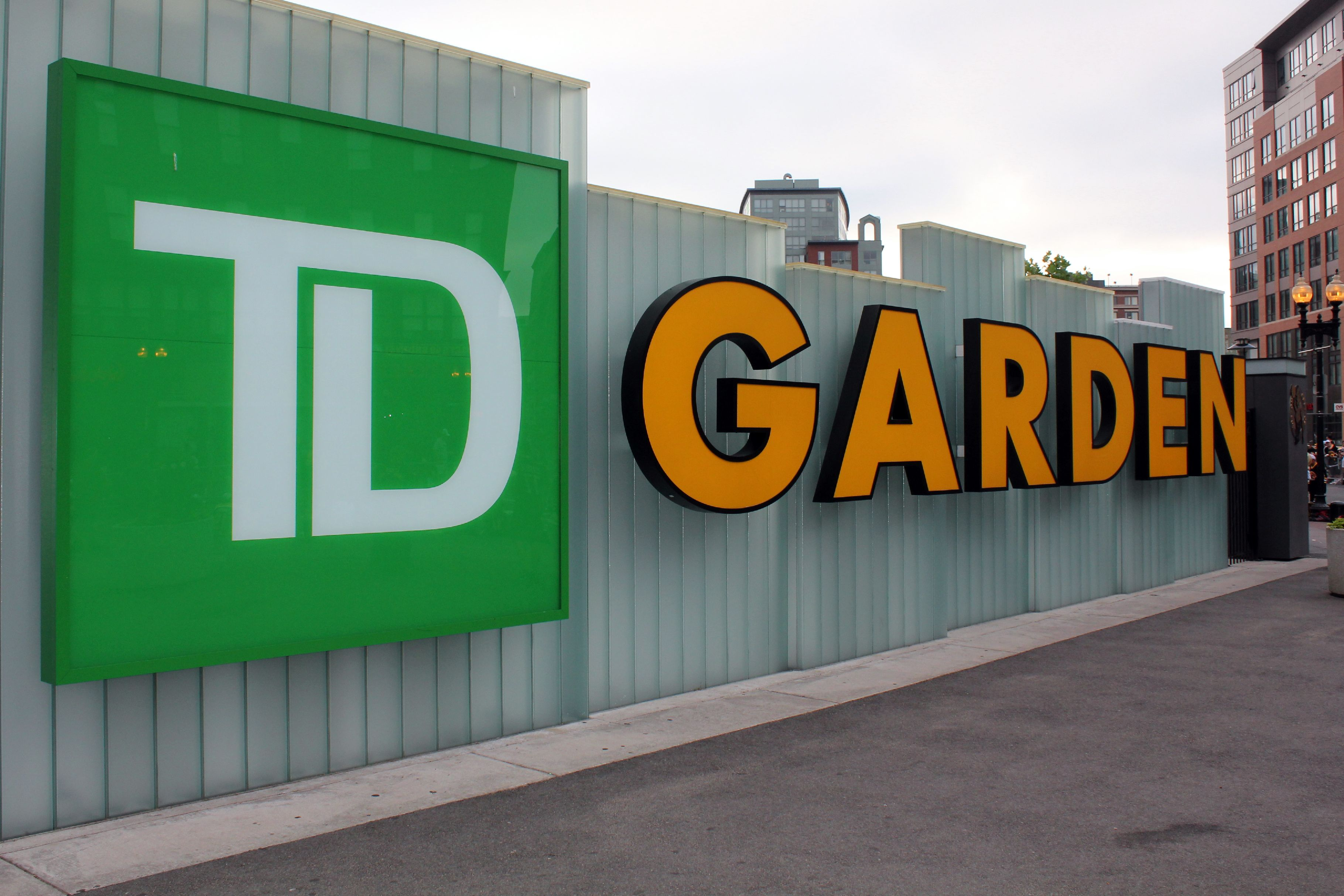
Um sinal para o TD Garden, um local polidesportivo em Boston. O TD Bank detém os direitos de nomeação para o local desde 2005.

O Toronto-Dominion Bank e suas subsidiárias são patrocinadoras titulares de vários locais esportivos no Canadá e nos Estados Unidos. O TD Bank detém os direitos de nomenclatura para várias arenas internas para vários esportes, incluindo o TD Garden, em Boston, Massachusetts. A TD Banknorth adquiriu os direitos de nomenclatura para o local com sede em Boston em 2005, sendo o local conhecido como TD Banknorth Gardens até 2007. Depois que o TD Banknorth foi fundido para formar o TD Bank, NA, o local retirou o Banknorth do nome e foi marcado como TD Gardens.
Outros estádios internos patrocinados pelo TD Bank incluem o TD Station em Saint John, New Brunswick; e TD Place Arena em Ottawa, Ontário. A TD Place Arena faz parte da TD Place no Lansdowne Park. O banco também detém os direitos de nomeação para o estádio ao ar livre no TD Place, conhecido como TD Place Stadium. Outros estádios ao ar livre patrocinados pelo TD Bank incluem o TD Stadium em London, Ontario.

## Controvérsias
Os veículos de notícias informaram a política do banco em relação aos cidadãos iranianos-canadenses comuns, 10 de julho de 2012. Cerca de cem contas bancárias pessoais foram fechadas até essa data, citando o recente e ambíguo Regulamento de Medida Econômica Especial do governo canadense. Uma família em Vancouver foi forçada a refinanciar uma hipoteca da casa de US$ 250.000 em 60 dias para evitar a execução duma hipoteca.
Um documento do TD Bank tornou-se o foco de uma audiência de desprezo em 2012 no tribunal federal de Miami. Em uma ação civil contra o TD Bank, um júri considerou o banco responsável por ajudar o suposto esquema de Ponzi à fraude de US$ 1,4 bilhão de Scott Rothstein.
Em 2015, o site de notícias canadense Halifax Examiner informou que um comitê de ação política (PAC) criado pelo TD Bank havia doado mais de US$ 50.000 para as campanhas de políticos anti-LGBT nos Estados Unidos. O artigo sugeria que isso era problemático, dado o status do TD Bank como patrocinador de 41 eventos LGBT Pride na América do Norte; O TD Bank não fez nenhum comentário. Em resposta a este artigo, em 6 de outubro de 2015, uma moção foi apresentada na Assembléia Geral Anual do Halifax Pride para romper os laços com o TD Bank se este não fornecer uma resposta satisfatória às preocupações; o movimento foi finalmente derrotado.
Em 10 de março de 2017, o programa de notícias da Canadian Broadcasting Corporation (CBC), Go Public, informou que os funcionários do TD Bank admitiram que, sob pressão para atingir as metas de venda, aumentaram as linhas de crédito dos clientes, valores a descoberto e crédito Visa limites sem avisar os que são contrários à lei. Um consultor financeiro da TD diz que "investiu as economias dos clientes em fundos que não eram adequados, devido à pressão da receita [vendas]. Outro admitiu subestimar o risco de os produtos dizerem: "Fui forçado a mentir para os clientes, apenas para cumprir as metas de receita de vendas". Em uma carta interna aos funcionários, Andy Pilkington, vice-presidente executivo de agências bancárias, escreveu: "Não acreditamos que a história [da CBC] seja um retrato exato de nossa cultura", mas o relatório ofereceu uma oportunidade "de fazer uma pausa, refletir e nos perguntar... como podemos fazer melhor para nossos funcionários e clientes". As ações do banco perderam 5,55% do seu valor em 10 de março, caindo US$ 3,88 (Cdn) por ação, fechando em US$ 66,00 (Cdn).